# Svante Bergström
Svante Bergström (i riksdagen kallad Bergström i Råberga), född 2 mars 1813 i Linköping, död där 11 februari 1904, var en svensk notarie och politiker. Han företrädde bondeståndet i Åkerbo, Bankekinds och Hanekinds härader vid ståndsriksdagen 1865/66.